# Ladislao di Głogów
Ladislao di Głogów (1420 – 14 febbraio 1460) fu Duca di Teschen e Głogów.
Egli era figlio di Boleslao I, Duca di Teschen e di sua moglie, Eufemia.
Alla morte del padre, nel 1431, Ldislao governò il ducato con la madre e coi fratelli. Dopo la divisione del ducato nel 1442 governò metà di Głogów, che apparteneva ai duchi di Teschen. Ladislao supportò il Re boemo Giorgio di Podebrady e combatté nelle sue schiere presso Breslavia. Egli venne gravemente ferito durante l'assedio della città il 1º ottobre 1459 e morì il 14 febbraio 1460.
Del resto, anche se fu formalmente Duca di Teschen, non trascorse qui la sua vita politica, ma optò per Głogów. Alla sua morte i possedimenti vennero retti dalla moglie Małgorzata.